# リーガロイヤルホテル新居浜
リーガロイヤルホテル新居浜（リーガロイヤルホテルにいはま）は、愛媛県新居浜市にあるシティホテル。ブリーズベイホテルのグループ会社（ブリーズベイオペレーション2号株式会社）が運営を行っている。

## 概要
1990年（平成2年）に、住友林業、住友金属鉱山など住友グループ4社が所有する社宅の跡地を再開発し、開業した。
開業以来、ロイヤルホテルの子会社の株式会社リーガロイヤルホテル新居浜が運営してきたが、2012年にロイヤルホテルが所有するリーガロイヤルホテル新居浜の全株式･債権をホテル運営・再建会社のブリーズベイホテルに売却。現在はロイヤルホテルと資本関係は無いが、ブリーズベイがロイヤルホテルとフランチャイズ契約を結んであり、「リーガロイヤル」の名称のまま営業されている。
ホテル開業と同時に都市型リゾート施設リーガアクアガーデンがホテルに併設されていたが2007年9月30日に営業終了した。なお、リーガアクアガーデンの跡地は、2010年11月26日のイオンモール新居浜のリニューアルの際、ノースモールの土地として活用されている。

## 施設
- 客室数 - 94室
- 宴会場･会議室 - 12室
- レストラン･バー - 6箇所

## 周辺
- イオンモール新居浜

## アクセス
- JR四国新居浜駅よりタクシーで約10分。